# 高徳町
高徳町（こうとくちょう）は兵庫県神戸市灘区の町名。
令和2年国勢調査（2020年10月1日）における世帯数1,008、人口2,005、うち男性905人、女性1,100人。郵便番号657-0025。（地図 - Google マップ）

## 地理
東は石屋川を挟み東灘区御影、南は山手幹線を挟み高羽川から東側が弓木町で西側が永手町で更にその西側で僅かに森後町と接し、西は南部が日尾町で北部が八幡町、北が楠丘町。東から順に一～六丁目がある。二丁目に鷹匠中学校があり、二丁目と三丁目の間を兵庫県道95号灘三田線が通る。

## 歴史
徳井字弓ノ木、上小田中・小田中・池尻、高羽字老松・柳・地蔵・常盤木・樋ノ口などから昭和43年（1968年）に誕生した。

### 地名の由来
町名は旧村名の「高羽」と「徳井」から1文字ずつとった。